# Olympische Sommerspiele 1996/Teilnehmer (Mongolei)
| Gelbes Symbol für Goldmedaillen mit stilisierten Olympischen Ringen | Graues Symbol für Silbermedaillen mit stilisierten Olympischen Ringen | Braundes Symbol für Bronzemedaillen mit stilisierten Olympischen Ringen |
| ------------------------------------------------------------------- | --------------------------------------------------------------------- | ----------------------------------------------------------------------- |
| —                                                                   | —                                                                     | 1                                                                       |

Die Mongolei nahm an den Olympischen Sommerspielen 1996 in Atlanta, USA, mit einer Delegation von  16 Sportlern (zwölf Männer und vier Frauen) teil.

## Medaillengewinner
Mit einer gewonnenen Bronzemedaille belegte das Team der Mongolei Platz 71 im Medaillenspiegel.

### Bronze
- Dordschpalamyn Narmandach: Judo, Superleichtgewicht

## Teilnehmer nach Sportarten

### Bogenschießen
- Dschargalyn Otgon
Frauen, Einzel: 44. Platz

### Boxen
- Tsejen-Oidowyn Dawaatseren
Bantamgewicht: 5. Platz

- Dschamgany Narantsogt
Federgewicht: 17. Platz

- Tümentsetsegiin Üitümen
Leichtgewicht: 9. Platz

### Judo
- Dordschpalamyn Narmandach
Superleichtgewicht: Bronze

- Pürewdordschiin Njamlchagwa
Halbleichtgewicht: 9. Platz

- Chaliuny Boldbaatar
Leichtgewicht: 5. Platz

### Leichtathletik
- Daschdendewiin Machaschiri
Diskuswerfen: 23. Platz in der Qualifikation

- Erchemsaichany Dawaadschargal
Frauen, Marathon: 63. Platz

### Radsport
- Daschnjamyn Tömör-Otschir
Straßenrennen: Rennen nicht beendet

### Ringen
- Luwsan–Ischiin Sergelenbaatar
Halbfliegengewicht, Freistil: 12. Platz

- Tserenbaataryn Tsogtbajar
Bantamgewicht, Freistil: 17. Platz

- Bajanmönchiin Gantogtoch
Halbschwergewicht, Freistil: 14. Platz

- Dolgorsürengiin Sumjaabadsar
Schwergewicht, Freistil: 10. Platz

### Schießen
- Dordschsürengiin Mönchbajar
Frauen, Luftpistole: 21. Platz
Frauen, Sportpistole: 15. Platz

- Otrjadyn Gündegmaa
Frauen, Luftpistole: 30. Platz
Frauen, Sportpistole: 5. Platz